# Isehara
Isehara (伊勢原市, Isehara-shi) est une ville de la préfecture de Kanagawa, au Japon.

## Géographie

### Situation
Isehara est située dans le centre de la préfecture de Kanagawa, au pied du mont Ōyama.

### Municipalités limitrophes
| Atsugi | Atsugi    | Atsugi    |
| Hadano | Isehara   | Atsugi    |
| Hadano | Hiratsuka | Hiratsuka |

### Démographie
En juin 2021, la population de la ville d'Isehara était de 101 670 habitants, répartis sur une superficie de 55,56 km2.

## Histoire
Le bourg d'Isehara a été créé le 1er avril 1889 à la suite de la mise en place du système de municipalités modernes. Le bourg connait une croissance rapide après l'ouverture de la gare d'Isehara sur la ligne de chemin de fer d'Odakyū en 1929. Le 21 décembre 1954, Isehara s'agrandit grâce à la fusion avec le bourg voisin d'Oyama et trois villages. Son territoire s'agrandit encore le 30 septembre 1956, grâce à l'annexion d'une partie du village voisin d'Okazaki. Isehara obtient le statut de ville le 1er mars 1971.

## Transports
Isehara est desservie par la route nationale 246 (Tokyo-Numazu).
La ville est desservie par la ligne Odakyū Odawara à la gare d'Isehara.

## Symboles municipaux
Les symboles de la ville sont la campanule, le castanopsis et le faisan scintillant.

## Jumelages
Isehara est jumelée avec :
- La Mirada (États-Unis) depuis 1981
- Chino (Japon) depuis 1986